# Karl Wilhelm Krüger
Karl Wilhelm Krüger (* 28. September 1796 in Groß Nossin, Pommern; † 1. Mai 1874 in Weinheim) war ein deutscher Altphilologe.

## Leben
Karl Wilhelm Krüger war der Sohn eines Gutspächters und wurde vor allem im Haus seines Großvaters mütterlicherseits, Johann Christian Strenge, erzogen. Er zeigte Sprachtalent und großes Interesse an Geschichte. In Stettin  besuchte er ein Gymnasium und beschäftigte sich dort u. a. intensiv mit dem Erlernen des Griechischen. Dann folgte er 1813 dem Aufruf des preußischen Königs Friedrich Wilhelm III. „an sein Volk“, an den Befreiungskriegen gegen Napoleon Bonaparte teilzunehmen, trat als Freiwilliger in das 1. Pommersche Jägerregiment ein und strengte sich bei Waterloo (18. Juni 1815) so an, dass er sich einen Bluthusten zuzog, dessen Nachwirkungen er wohl sein ganzes weiteres Leben spürte. Nach der Heimkehr aus dem Krieg brauchte er aufgrund seiner glänzenden Leistungen in der obersten Gymnasialklasse kein Abitur abzulegen, wie er auch später nie ein Examen machte. Denn auch in Halle, wo er ab 1816 Philologie studierte, erreichte August Seidler im Einvernehmen mit Schütz, dass Krüger aufgrund seiner Commentationes criticae und eines kurzen Kolloquiums 1819 von der Fakultät den philosophischen Doktortitel verliehen bekam.
Obwohl beschlossen worden war, dass jene Personen, die an den Befreiungskriegen teilgenommen hatten, bei Besetzung von Stellen bevorzugt berücksichtigt werden sollten, gelang es Krüger nicht, sofort nach dem Abschluss seines Studiums eine Anstellung in Preußen zu erlangen. Wie er selbst andeutet (Kritische Analekten, II. 73), war er wegen seiner politischen Gesinnung verdächtig. So nahm er 1820 eine Stelle in Zerbst als Subkonrektor an, wurde dort 1821 Konrektor und 1822 mit deutlich höherem Gehalt Konrektor in Bernburg. 1822 heiratete er Adelheid Imme und hatte mit ihr fünf Kinder. Er machte sich durch seine Arbeit über Dionysios von Halikarnassos und seine lateinische Ausgabe von Xenophons Anabasis einen Namen als vorzüglicher Philologe und wurde er 1827 als Professor an das von August Meineke  geleitete Joachimsthalsche Gymnasium in Berlin berufen. Bei seinem Unterricht im Griechischen folgte er stets eigenen Zusammenstellungen, nach denen er trotz Widerspruchs einer Autorität lehrte und aus denen sich seine grammatischen Schriften entwickelten. Hand in Hand mit diesen Studien gingen seine Bemühungen um Xenophon, Dionysios, Herodot und Thukydides. Ihn trafen mehrere Schicksalsschläge; 1830 starb seine Tochter, und 1831 verlor er in drei Tagen seine Gattin und drei Söhne, die der Cholera erlagen. Dazu hatte er Konflikte mit jüngeren Kollegen, aufgrund derer er 1838 seine mittlerweile zehnjährige Lehrtätigkeit am Joachimsthalschen Gymnasium beendete. Die Regierung gewährte ihm eine Pension und dankte ihm für die der Anstalt geleisteten Dienste.
1831 hatte sich Krüger an der Berliner Universität nach Überwindung einiger Schwierigkeiten habilitiert; er las u. a. über griechische Grammatik, Aristophanes, Demosthenes, Euripides, Platon und Thukydides. Seit seiner Pensionierung lebte er als Privatgelehrter zuerst in Nauen, dann in Neuruppin, Heidelberg und Weinheim. Er widmete sich vor allem seinem Hauptwerk, der Griechischen Sprachlehre, deren Ausarbeitung er 1836 begonnen hatte. Da er auch mit seinen Verlegern nicht auskam, begründete er eine Buchhandlung, in deren Verlag fast nur seine eigenen Schriften erschienen.
Ab 1848 entwickelte Krüger auch eine rege politische Tätigkeit in entschieden demokratischer Richtung und verfasste dazu mehrere Streitschriften. Eine noch heftigere Polemik aber pflegte er sein Leben lang als Grammatiker gegen Fachkollegen und hinterließ damit einen sehr unerfreulichen Eindruck. Er starb, tieferschüttert über den Tod seiner aus zweiter Ehe stammenden Lieblingstochter Therese, am 1. Mai 1874 im Alter von 77 Jahren in Weinheim an einem Schlaganfall.

## Werk
Das Hauptwerk Krügers, die Griechische Sprachlehre für Schulen (2 Bde., Berlin 1842–56; 6. Auflage 1892 ff.), übte einigen Einfluss aus, indem es insbesondere Griechischlehrern eine fundiertere Kenntnis der von ihnen gelehrten Sprache vermittelte. Krüger warf seinen Fachkollegen vor, dass keiner von ihnen die wichtigsten griechischen Autoren zu grammatischen Zwecken planmäßig durchgelesen habe, und erfüllte diese von ihm aufgestellte Forderung selbst im vollsten Maße. Wie durchaus selbständig, so zeigt er sich bei seiner kernhaften Kürze auch als Meister in der grammatischen Kunstsprache. Musterhaft ist seine Auswahl von Beispielen und Belegstellen. Aus seinem Hauptwerk entstanden die Griechische Sprachlehre für Anfänger (Berlin 1847; seit 1869 unter dem Titel Kleinere griechische Sprachlehre; 11. Auflage 1884) und Homerische Formenlehre, später Homerische und Herodotische Formenlehre betitelt (Berlin 1849; 5. Auflage 1879).
Eine größere Verbreitung von Krügers Griechischer Sprachlehre stieß auf Hindernisse. Es wurde zu Recht eingewendet, dass sie zu viel Stoff enthalte, während die kleinere Grammatik, die Griechische Sprachlehre für Anfänger, wenigstens in den älteren Auflagen allzu knapp und auch zu wenig fasslich erschien. Ebenso begründet war der Einwurf, dass der Druck zu klein für ein Schulbuch sei. Sodann hatte sich Krüger durch seine heftigen Angriffe gegen verdiente Gelehrte, auch gegen Historiker wie Johann Gustav Droysen und Arnold Dietrich Schaefer, und durch seine radikalen politischen Grundsätze viele Feinde gemacht. Auch die bissigen Nachworte, die er den verschiedenen Auflagen der Grammatik und anderen Schriften wie seiner Ausgabe des Herodot anhängte, gereichten nicht zur Empfehlung. Trotzdem erlebte die größere Sprachlehre bis 1892 sechs Auflagen und wurde ein wichtiges Hilfsbuch im Lehrbetrieb.
Der vergleichenden Sprachwissenschaft stand Krüger ablehnend gegenüber und griff deshalb Georg Curtius heftig an. Zu seinen scharfen, aber lesenswerten und sachlich oft sehr wertvollen Streitschriften gehören seine Rezensionen der zweiten Auflage von August Matthiaes ausführlicher Grammatik und Raphael Kühners Schulgrammatik (1836), seine kritischen Briefe über Alexander Buttmanns griechische Grammatik (Berlin 1846), über Georg. Curtius’ griechische Formenlehre (Berlin 1867), über griechische Schulgrammatiken (eine ebenfalls gegen  Curtius gerichtete Schrift, Neuruppin 1869), sowie der Epilog zu Krügers griechischer Sprachlehre (Berlin 1871).
Treffliche Ausgaben, besonders in grammatischer Beziehung, lieferte Krüger von mehreren antiken griechischen Historikern. Nach eigener Aussage verfasste er den gelehrten Kommentar zu einigen Schriften des Dionysios von Halikarnassos noch als Student; das über 34 Bogen starke Werk wurde unter dem Titel Dionysii Halicarnassensis historiographica (Halle 1823) gedruckt. Drei Jahre später folgte die erste lateinische Ausgabe von Xenophons Anabasis (Halle 1826) mit lateinischem Kommentar und einem erschöpfenden Index verborum, der später als Lexikon zur Anabasis (Berlin 1849; 4. Auflage 1872) besonders erschienen ist. Die zweite Ausgabe (Berlin 1830; 7. Auflage 1888) „mit erklärenden Anmerkungen“ brachte einen kurzen deutschen Kommentar und wurde als Muster einer Schulausgabe mit kurzen Erläuterungen in knappster Form berühmt. In ähnlicher Weise bearbeitet erschienen hierauf die Geschichtswerke des Thukydides (2 Bde., Berlin 1846–47; 3. Auflage 1860) und des Herodot (2 Bde., Berlin 1855–56; 2. Auflage 1866 ff.), sowie die Anabasis des Arrian (Berlin 1851), nachdem eine größere Ausgabe mit lateinischem Kommentar (2 Bde., Berlin 1835–48) vorangegangen war.
Ferner schrieb Krüger u. a. eine mit reichen Nachträgen und Berichtigungen ausgestattete lateinische Übersetzung von Henry Fynes Clintons Fasti Hellenici von der 55. bis zur 124. Olympiade (Leipzig 1830), Historisch-philologische Studien (2 Bde., Berlin 1836–51) und Kritische Analekten (3 Hefte, Berlin 1863–74). Seinen Studien zur neueren Geschichte entsprang u. a. die lebendig geschriebene Geschichte der englischen Revolution unter Karl I. (Berlin 1850), in der seine demokratische Gesinnung zum Ausdruck kommt. Die neuen Auflagen seiner Schriften besorgte nach seinem Tod sein Freund und Schüler Wilhelm Pökel.